# Universidad Independente
La Universidade Independente ( acrónimo UnI ) fue una universidad privada ubicada en la capital portuguesa, Lisboa, entre 1993 y 2007, cuando fue clausurada por el Ministerio de la Ciencia, Tecnología y Enseñanza Superior.

## Historia
La Universidad Independente fue una institución de Educación superior privada que desde su fundación se presentó como una organización enfocada hacia las nuevas tecnologías. Entre sus antiguos alumnos se encontraban figuras destacadas de la política portuguesa, como el ex primer ministro, José Sócrates, y también el socialista Armando Vara, luego administradoe de la Caixa Geral de Depósitos y más tarde presidente del Banco Comercial Português . 
A través del Centro de Estudios de Televisión, dirigido por Emídio Rangel, surgen nombres como José Alberto Carvalho, Ana Sousa Dias, Catarina Furtado, Margarida Marante, Júlia Pinheiro, Teresa Guilherme, Manuel Luís Goucha, Baptista-Bastos y Glória de Almeida Aguiar . La modelo Bárbara Elias, la ex Miss Portugal Fernanda Silva, Paulo Pinto Ribeiro y el cantante Axel también estudiaron en la UnI como estudiantes de la carrera de Ciencias de la Comunicación .
El Departamento de Derecho contó con la colaboración de los profesores Pamplona Corte Real, Luís Solano Cabral de Moncada, João Miranda, Luis Manuel Teles de Meneses Leitão, Carlos Lacerda Barata, Zincke dos Reis, José Alberto Vieira, Rui Ataíde, Alexandra Leitão, Jorge Neto, Pedro Filipe Lebre de Freitas, Tiago Duarte, Rodrigo Queiroz de Melo, Silvério Mateus y los jueces consejeros Amâncio Ferreira y Henrique Eiras.
Contaba además con una unidad de investigación y desarrollo (Departamento de Biotecnología ), a través del cual se desarrollaban proyectos de investigación principalmente a cargo de estudiantes de la carrera de Biotecnología de Productos Naturales, la cual era impartida por profesores doctores (pero no de tiempo completo en la Facultad), investigadores y directivos del INETI.
El director de la Facultad de Ciencias y Tecnología de la Universidad Autónoma fue el físico portugués Carvalho Rodrigues.
El secretario de Estado de Desarrollo Rural y Bosques, Rui Nobre Gonçalves, impartió clases en la UnI, al igual que el asesor del ministro de Salud, Miguel Vieira . Carlos Narciso, asesor  del ministro de Asuntos Parlamentarios Augusto Santos Silva, fue otro de los alumnos de la UnI. También aparecen los nombres de Alberto João Jardim, Joaquim Letria y Filipe La Féria, quienes también estuvieron vinculados a esta universidad como profesores. 

## Cumplimiento de los criterios de calidad
En marzo de 2007, el ministro de Ciencia, Mariano Gago, ordenó una reevaluación de la autorización de funcionamiento de la Universidad Independente. Una de las razones fue el pequeño número de doctorados a tiempo completo en la Universidad. Mariano Gago mencionó como ejemplo el hecho de que en el campus de Lisboa sólo hay un doctorado a tiempo completo. 

## Crisis de 2007
En 2007, el rector de la institución, Luís Arouca, destituyó al vicerrector Rui Verde, acusándolo de corrupción y falsificación de documentos. Rui Verde impugnó la medida del rector y decidió recurrir ante el Tribunal de Comercio de Lisboa, que consideró ilegal la decisión de Luís Arouca. Rui Verde retomó su cargo y decidió destituir al rector. Sin embargo, Rui Verde sólo permaneció allí un día, al día siguiente fue detenido y posteriormente condenado por corrupción, lavado de dinero y falsificación de documentos.
La situación en la universidad se volvió caótica, llegando al punto en que había dos profesores enseñando la misma materia con dos facciones: unos que apoyaban a Luís Arouca (que luego fue nombrado acusado y condenado) y los que defendían a Rui Verde. Los estudiantes temen por su situación, después de gastar sus ingresos en matrículas y ver dinero y tiempo desperdiciados para nada. La situación se agravó y la mayoría de los estudiantes comenzaron a tramitar la documentación para trasladarse a otras instituciones de educación superior.
El 9 de abril de 2007, el ministro Mariano Gago anunció un cierre temporal obligatorio de diez días hábiles, durante el cual los responsables de la universidad debían demostrar su capacidad para continuar con las actividades docentes. De no hacerlo, la universidad sería clausurada y los estudiantes serían transferidos a otras universidades públicas y privadas.
El 2 de agosto, el ministro Mariano Gago dio la orden final del cierre obligatorio de la universidad. Tenía hasta el 31 de octubre para terminar el año escolar.
A lo largo de este proceso también se cuestionó la forma en la que José Sócrates logró culminar su carrera. Sin embargo, este último proceso ya ha sido archivado.
Una vez transcurrido el plazo legal para el cierre de la institución, los estudiantes matriculados allí tuvieron la oportunidad de continuar sus estudios en otras instituciones de Educación Superior. A partir del 31 de enero de 2008, toda la documentación procedente del mismo pasará a la Dirección General de Educación Superior, que será responsable de su custodia y de la expedición de los certificados que se soliciten. 
En febrero de 2009, tras una investigación iniciada en 2006, el Ministerio Público imputó a 26 imputados por los delitos de asociación para delinquir, defraudación fiscal calificada, abuso de confianza calificado, falsedad documental, estafa calificada, corrupción activa-pasiva y blanqueo de capitales, entre otros delitos.
Amadeu Lima de Carvalho, presunto accionista mayoritario de SIDES, empresa propietaria de la extinta Universidade Independente, fue acusado de más de 40 delitos, entre ellos lavado de dinero, fraude agravado, corrupción y fraude fiscal. 
El juicio tuvo que repetirse debido a la muerte del juez en la primera cita.
El 19 de julio de 2017, el ex vicerrector de la Universidade Independente Rui Verde fue condenado a una pena única de cuatro años y dos meses de prisión, suspendida por el mismo período, por tres delitos de falsificación de documentos y uno de fraude fiscal calificado.
Además de Rui Verde, Amadeu Lima de Carvalho fue condenado a tres años y dos meses de prisión, con suspensión por el mismo período, por tres delitos de falsificación. Elsa Vélez, de contabilidad del SIDES, fue condenada a dos años de prisión, en suspenso por el mismo período, por dos delitos de falsificación de documento.
En la lectura de la sentencia, seis acusados fueron condenados y doce absueltos, siendo dos empresas también absueltas.
Entre los condenados se encuentran la notaria Fátima Carvalho, condenada a un año y tres meses de prisión, con suspensión por el mismo periodo, por el delito de falsificación de documento; Joaquim Oliveira, vinculado a una empresa constructora, condenado a un año y nueve meses de prisión, con suspensión por el mismo periodo, por fraude fiscal; y Nuno Romano, empleado del Colegio de Abogados de Portugal en el momento de los hechos, condenado a un año y tres meses de prisión, con suspensión por el mismo periodo, por el delito de falsificación de documento. 